# Eclipta monteverdensis
Eclipta monteverdensis là một loài bọ cánh cứng thuộc họ Xén tóc. Loài này được Giesbert mô tả năm 1991.